# 瑟瓦伊马托布尔县

瑟瓦伊马托布尔县在拉賈斯坦邦的位置

瑟瓦伊马托布尔县是印度拉賈斯坦邦的一個縣，位於該國西北部，面積5,042平方公里，識字率為66.19%，2011年人口1,338,114，人口密度每平方公里265人。
26°00′52″N 76°21′08″E / 26.01444°N 76.35222°E